# بيلاجيوس

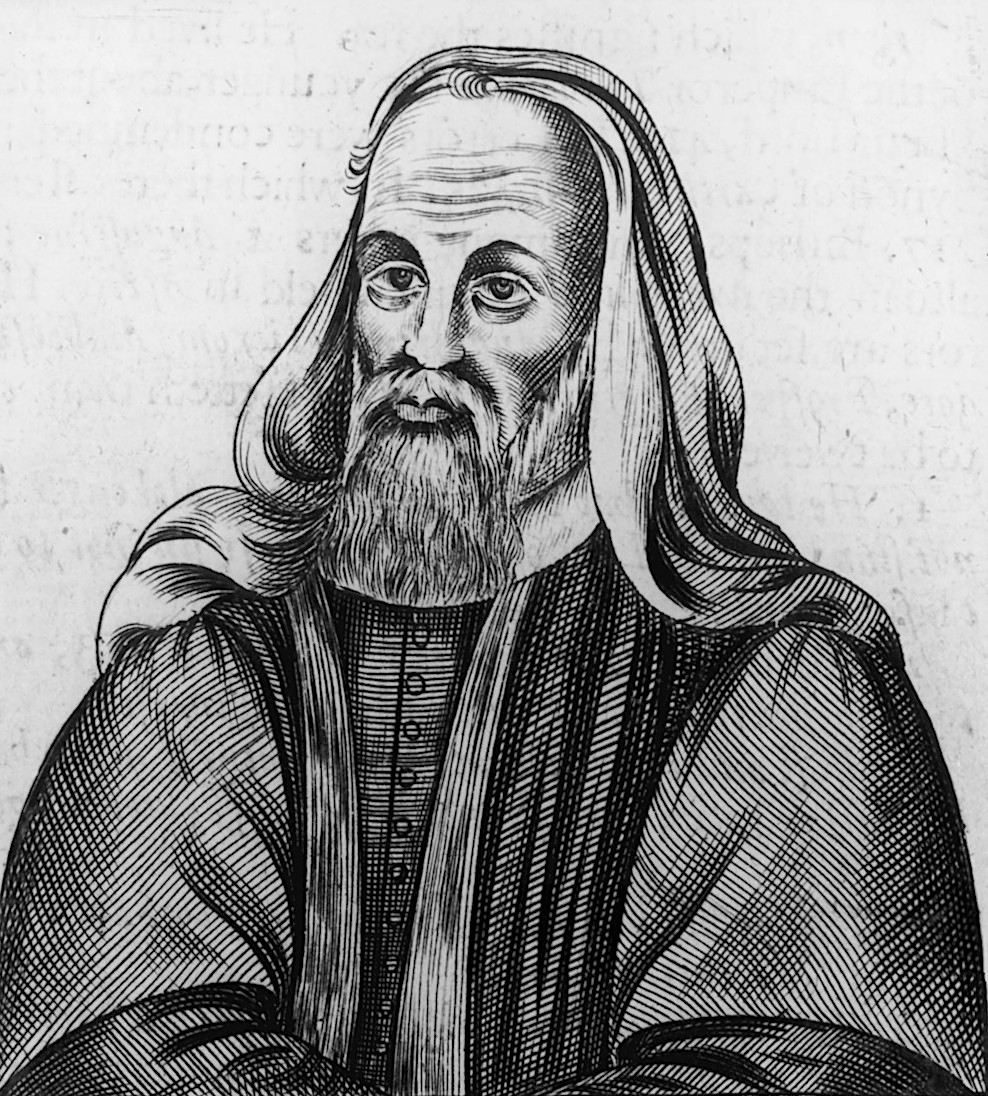
رسمة لبيلاجيوس من القرن السابع عشر ميلادي.

بيلاجيوس، (حوالي 354 - 418م) كان عالمًا لاهوتيًا دافع عن الإرادة الحرة والزهد. اتهمه أوغسطينوس وآخرين بإنكار الحاجة إلى المعونة الإلهية في أداء الأعمال الصالحة. لقد فهموا أنه قال أن النعمة الوحيدة الضرورية هي إعلان الناموس: لم يُجرح البشر بخطيئة آدم وكانوا قادرين تمامًا على إتمام الناموس بدون معونة إلهية. أنكر بيلاجيوس نظرية أوغسطينوس عن الخطيئة الأصلية. استشهد أتباعه بتثنية 24: 16 لدعم موقفهم. أعلن مجمع أفسس أن بيلاجيوس مهرطقًا عام 431. وأصبح تفسيره لعقيدة الإرادة الحرة معروفًا باسم البيلاجيانية.
كان متعلمًا جيدًا، ويتحدث اللغتين اليونانية واللاتينية بطلاقة، وتعلم اللاهوت. قضى وقتًا في الزهد مع التركيز على الزهد العملي. كان معروفًا في روما بسبب زهده القاسي في حياته العامة وقوة خطابه وإقناعه. أكسبته سمعته الثناء في وقت مبكر من حياته المهنية حتى من أعمدة الكنيسة مثل أوغسطينوس، الذي أشار إليه على أنه "رجل قديس. ومع ذلك فقد اتُهم لاحقًا بالكذب بشأن تعاليمه لتجنب الإدانة العلنية. قضى معظم حياته اللاحقة في الدفاع عن عقيدته ضد اللاهوتيين المسيحيين الذين اعتقدوا أنه كان ينشر بدع في الإيمان غير معروف في التقليد الرسولي.
على الرغم من اعتباره مهرطقًا منذ أكثر من ألف عام، فقد أعيد تقييم بيلاجيوس وتعاليمه في القرن العشرين.

## البدايات
ولدت بيلاجيوس حوالي 354-360م. يقال من قبل معاصريه - مثل أوغسطينوس، وبروسبر آكيتاين، وماريوس ميركاتور - أنه من أصل بريطاني. ويبدو أن جيروم اعتقد أن بيلاجيوس إيرلنديًا، مشيرا إلى أنه كان «مملوءا بالحساء الأيرلندي». كان طويل القامة وبدين المظهر. كان بيلاجيوس أيضًا على درجة عالية من التعليم، ويتحدث ويكتب اللاتينية واليونانية بطلاقة كبيرة وكان ضليعًا في اللاهوت.
اشتهر بيلاجيوس حوالي 380 عندما انتقل إلى روما. هناك كان يتمتع بسمعة التقشف. كما تقابل مع القديس بولينوس من نولا. أصبح بيلاجيوس قلقًا بشأن التراخي الأخلاقي للمجتمع. ألقى باللوم على هذا التراخي على لاهوت النعمة الإلهية الذي بشر به أوغسطينوس وآخرين. بدأ بتعليم أخلاقيات صارمة وصلبة للغاية، مؤكدا على قدرة الإنسان الطبيعية والفطرية لتحقيق الخلاص. بعد خمسة وعشرين عامًا من الواقعة، ذكر أوغسطينوس أن بيلاجيوس قد رد بقوة على عبارة «اعترافات أوغسطينوس» (397-401) «أعط ما تأمر به وأمر بما تريد»، حيث كان يعتقد أنها تقوض المسؤولية البشرية. ومع ذلك فإن تاريخ هذه الحادثة موضع شك من قبل العلماء.
عندما مهب ألاريك الأول روما في 410م، هرب بيلاجيوس وتلميذه كايليستيوس إلى قرطاج حيث واصل عمله. كان في القدس بحلول عام 415.

## معارضينه

### أغسطينوس
انتشرت البيلاجيانية بسرعة خاصة حول قرطاج. كتب أوغسطينوس ثلاثة كتب عن الجدارة وغفران الخطايا في عام 412م، وفي الروح والرسالة عما 414م. عندما وصلت في 414م شائعات مقلقة من صقلية وما يسمى ب "تعريفات كاليستي"، التي قيل أنها من عمل كاليستوس، تم إرسالها إليه، ونشر على الفور (414 أو 415) التعقيب، "عن كمال العدالة البشرية" باللاتينية: De perfectione justitiae hominis". فيها أكد بقوة على وجود الخطيئة الأصلية، والحاجة إلى معمودية الأطفال، واستحالة حياة بلا خطيئة بدون المسيح، وضرورة نعمة المسيح. يقف أوغسطينوس كمصدر مهم لحياة بيلاجيوس ولاهوتها، وقد كتب عنه كثيرًا.

### جيروم
سرعان ما غادر بيلاجيوس إلى فلسطين وصادق الأسقف هناك. وجيروم الذي كان يعيش هناك انخرط أيضًا. كان بيلاجيوس قد انتقد تعليقه على رسالة بولس الرسول إلى أهل أفسس. كتب جيروم ضد بيلاجيوس في «رسالة إلى قطسيفون» و «حوار ضد بيلاجيوس». مع جيروم في ذلك الوقت كان أوروسيوس - تلميذ زائر لأوغسطينوس -، حيث اتفقا في وجهات نظر مماثلة حول مخاطر بيلاجيوس. أدانوا معا علنا بيلاجيوس. دعا أسقف القدس يوحنا الثاني - وهو صديق شخصي لبيلاجيوس - إلى مجلسًا في يوليو 415م. تزعم المصادر الكنسية أن افتقار أوروسيوس للطلاقة في اللغة اليونانية جعله غير مقنع وخلفية يوحنا الشرقية جعلته أكثر استعدادًا لقبول أن البشر ليس لديهم خطيئة متأصلة، لم يصدر المجلس أي حكم ومرر الجدل إلى الكنيسة اللاتينية لأن بيلاجيوس وجيروم وأوروسيوس كانوا جميعًا لاتينيًين.

### ديوسبوليس
بعد بضعة أشهر في كانون الأول (ديسمبر) عام 415م، تم استدعاء سينودس آخر في ديوسبوليس (اللد) تحت إشراف أسقف قيصرية من قبل اثنين من الأساقفة المخلوعين الذين أتوا إلى الأرض المقدسة. ومع ذلك لم يحضر أي منهم لأسباب غير ذات صلة وغادر أوروسيوس بعد التشاور مع الأسقف يوحنا. أوضح بيلاجيوس للمجمع أنه يعتقد أن الله ضروري للخلاص لأن كل إنسان خلقه الله. كما ادعى أن العديد من أعمال سيليستوس لا تمثل وجهات نظره الخاصة. أظهر خطابات توصية من شخصيات موثوقة أخرى بما في ذلك أوغسطينوس نفسه، الذي على الرغم من كل خلافاتهم أعرب عن تقديره لشخصية بيلاجيوس.
لذلك اختتم سنودس ديوسبوليس: «الآن بما أننا تلقينا الرضا فيما يتعلق بالتهم الموجهة إلى الراهب بيلاجيوس في حضوره وبما أنه يوافق على العقائد السليمة ولكنه يدين ويحرم ما يتعارض مع إيمان الكنيسة، فإننا نحكم عليه بالانتماء إلى شركة الكنيسة الكاثوليكية».

## بيلاجيوس وعقيدة الإرادة الحرة
بعد تبرئته في ديوسبوليس، كتب بيلاجيوس رسالتين رئيسيتين لم تعدا موجودين عن الطبيعة والدفاع عن حرية الإرادة. فيهما يدافع عن موقفه من الخطيئة والبراءة، ويتهم أوغسطينوس بأنه تحت تأثير المانوية من خلال رفع الشر إلى نفس مكانة الله وتعليم الجبرية الوثنية كما لو كانت عقيدة مسيحية.
شددت المانوية على أن الروح كانت من خلق الله، بينما الجوهر المادي فاسد وشرير. شعر اللاهوتي جيرالد بونر أن جزءًا من تحليل بيلاجيوس كان رد فعل مفرطًا على المانوية. رأى بيلاجيوس أن كل شيء خلقه الله كان جيدًا، لذلك لم يستطع أن يرى كيف جعل الله البشر مخلوقات ساقطة. (لم تكن تعاليم أوغسطينوس حول سقوط آدم عقيدة مستقرة في الوقت الذي بدأ فيه النزاع الأوغسطيني / البيلاجي).
إن الرأي القائل بأن البشرية يمكن أن تتجنب الخطيئة وأن البشر يمكن أن يختاروا بحرية إطاعة وصايا الله، هو في صميم التعليم البيلاجياني. شدد بيلاجيوس على استقلالية الإنسان وحرية الإرادة.
يمكن العثور على توضيح لوجهات نظر بيلاجيوس حول «القدرة الأخلاقية» للإنسان على عدم الخطيئة في «رسالته إلى ديميترياس». كان في الأرض المقدسة عندما تلقى في عام 413 رسالة من عائلة أنيسيا الشهيرة في روما. كانت أنيسيا جوليانا إحدى السيدات الأرستقراطيات اللواتي كن من بين أتباعه تكتب إلى عدد من علماء اللاهوت الغربيين البارزين منهم جيروم وربما أوغسطينوس للحصول على المشورة الأخلاقية لابنتها ديمترياس البالغة من العمر 14 عامًا. استخدم بيلاجيوس الرسالة للدفاع عن قضيته عن الأخلاق، مشددًا على آرائه حول القداسة الطبيعية والقدرة الأخلاقية للإنسان على اختيار عيش حياة مقدسة. ربما كانت الكتابة الوحيدة الباقية بيد بيلاجيوس، وكان يُعتقد أنها رسالة من جيروم لقرون على الرغم من أن أوغسطينوس نفسه يشير إليها في عمله: «على نعمة المسيح».

## بيلاجيوس والنعمة
بالنسبة لبلاجيوس، تتكون «النعمة» من عطية الإرادة الحرة، وشريعة موسى، وتعاليم يسوع. بهم سيكون الشخص قادرًا على إدراك المسار الأخلاقي للعمل واتباعه. الصلاة والصوم والنسك تدعم إرادة فعل الخير. اتهم أوغسطينوس بيلاجيوس بالتفكير في نعمة الله على أنها تتكون فقط من مساعدات خارجية.
تدعي رسائل بيلاجيوس وأتباعه الموجودة أن جميع الأعمال الصالحة تتم فقط بنعمة الله (التي رأى أنها تُمَكِّن، ولا تفرض قسرا، فعل الأعمال الصالحة)، وأن الأطفال يجب أن يعتمدوا للخلاص، وأن القديسين لم يكونوا دائمًا بلا خطيئة، لكن البعض على الأقل استطاع أن يتوقف عن الخطيئة.
أيضا قال «الله يساعدنا من خلال تعاليمه وإعلانه بينما يفتح أعين قلوبنا، وبينما يشير إلينا بالمستقبل حتى لا ننغمس في الحاضر، وبينما يكشف لنا أفخاخ الشيطان، وبينما ينيرنا بعطية النعمة السماوية المتعددة التي لا توصف». في رسالة إلى البابا يدافع عن نفسه قال: «هذه الإرادة الحرة في جميع الأعمال الصالحة هي بمعونة إلهية دائمًا»، وفي اعتراف مصاحب للإيمان قال: «الإرادة الحرة نملكها، حتى نستطيع أن نقول إننا دائما في حاجة إلى معونة الله». ومع ذلك، فقد أكد: «إننا نكره أيضًا تجديف أولئك الذين يقولون إن أي شيء مستحيل قد أخضع للإنسان من قبل الله، أو أن وصايا الله لا يمكن أن يؤديها أحد» (تصريحه هذا وافق عليه البابا)، في حين قال أوغسطينوس جملته المشهورة «نون بوسوم نون بيكار» («لا أستطيع أن أخطئ»).

## البابا إنوسنت الأول
في محاولة لإلغاء إدانته، كتب بيلاجيوس رسالة وبيان إيمان إلى البابا زوسيموس خليفة إنوسنت الأول، بحجة أنه كان أرثوذكسيًا. في هذه صاغ معتقداته حتى لا تتعارض مع ما أدانته المجامع. أقنع سيليستوس زوسيموس بإعادة فتح القضية، لكن معارضة الأساقفة الأفارقة والإمبراطور هونوريوس أجبرت زوسيموس على إدانة سيليستوس وبيلاجيوس وحرمانهما كنسياً في 418م.
تمت إدانة البيلاجيانية في مجمع قرطاج عام 418م. صُدم أوغسطينوس من عدم استنكار بيلاجيوس وسلستيوس على أنهما هراطقة، وقد دعا غلى مجلس قرطاج في عام 418 وذكر تسعة معتقدات للكنيسة أنكرتها البيلاجيانية:
1. جاء الموت من الخطيئة وليس من الطبيعة الجسدية للإنسان.
2. يجب تعميد الأطفال للتطهير من الخطيئة الأصلية.
3. تبرير النعمة يغطي خطايا الماضي ويساعد على تجنب خطايا المستقبل.
4. تمنح نعمة المسيح القوة والإرادة لتنفيذ وصايا الله.
5. لا يمكن أن تأتي الأعمال الصالحة بدون نعمة الله.
6. نعترف بأننا خطاة لأنها حقيقة وليست من تواضع.
7. يطلب القديسون الغفران لخطاياهم.
8. يعترف القديسون بأنهم خطاة لأنهم كذلك.
9. يُستثنى الأطفال الذين يموتون دون معمودية من ملكوت السماوات والحياة الأبدية.

## موته وما لحقه
بعد إدانته، طُرد بيلاجيوس من القدس، وسمح له القديس كيرلس الأول بالاستقرار في مصر، ولم يسمع عنه بعد.
لم ينه موته تعاليمه رغم أن من تبعوه ربما قاموا بتعديل تلك التعاليم. نظرًا لقلة المعلومات المتبقية فيما يتعلق بتعاليم بيلاجيوس الفعلية، فمن المحتمل أن تكون بعض عقائده عرضة للتعديل والحذف من قبل خصومه (أتباع أوغسطينوس وقيادة الكنيسة ككل في ذلك الوقت).
أعلن مجمع أفسس الأول بيلاجيوس وكاليستيوس هراطقة في عام 431.
كان الاعتقاد في البيلاجيانية وشبه البيلاجيانية شائعًا خلال القرون القليلة التالية، خاصة في بريطانيا والأراضي المقدسة وشمال إفريقيا. زار القديس جرمانوس الأوكساري بريطانيا لمحاربة البيلاجيانية في حوالي 429م. وفي ويلز كان للقديس ديوي الفضل في عقد سنودس بريفي وسنودس النصر ضد أتباع بيلاجيوس في القرن السادس.

## التقييم
بسبب إداناته في القرن الخامس، أصبح بيلاجيوس معروفًا باسم «هرطقة أعمق صبغة». تغير تقييمه بعد نشر سيرة عام 1943 من قبل جورج دي بلينفال، واعتبره علماء أكثر حداثة على أنه عالم لاهوت مسيحي أرثوذكسي كان ضحية للتنديد. كانت تفاسيره لتعاليم بولس شائعة خلال العصور الوسطى لكنها كثيرًا ما ادعي أنها من أعمال مؤلفين آخرين.
إيجاد رؤية موضوعية لبيلاجيوس وتأثيره صعبة. تم استخدام اسمه كنعت لعدة قرون من قبل البروتستانت والكاثوليك على حد سواء، وكان لديه عدد قليل من المدافعين. شجبت الكنيسة أفكاره وأُتُهم المصلحين الروم الكاثوليك بالالتزام بمعتقداته. تشير الدراسات الحديثة إلى أن بيلاجيوس لم يتخذ المواقف الأكثر تطرفًا التي ارتبطت لاحقًا بأتباعه. وصفه المؤخ البريطاني رونالد هاتون بأنه «عالم لاهوت من الدرجة الأولى».
علقت اللاهوتية كارول هاريسون على أن بيلاجيوس قدمت «بديلاً مختلفًا جذريًا عن الفهم الغربي للإنسان والمسؤولية الإنسانية والحرية والأخلاق وطبيعة الخلاص»، والتي كان من الممكن أن تتحقق لو لم ينتصر أوغسطينوس في الجدل البيلاجياني. وفقًا لهاريسون: «تمثل البيلاجيانية محاولة للحفاظ على عدل الله، والحفاظ على سلامة الطبيعة البشرية كما خلقها الله، والتزام البشر ومسؤوليتهم وقدرتهم على تحقيق حياة من البر الكامل.» وهذا على حساب التقليل من تهميش الإنسان وتقديم «عمل النعمة الإلهية على أنه مجرد عمل خارجي». وفقًا للباحثة ريبيكا ويفر: «أكثر ما يميز بيلاجيوس هو اقتناعه بحرية اختيار غير مقيدة، منحها الله وحصنًها من التغيير بسبب الخطيئة أو الظروف.»

في عام 1956، كتب جون فيرجسون:
«إذا كان المهرطق هو الشخص الذي يؤكد حقيقة واحدة مع استبعاد الحقائق الآخرى، فسيبدو على أي حال أن بيلاجيوس لم يكن مهرطقا أكثر من أوغسطينوس. كان خطأه في تأكيد مبالغ فيه، ولكن في الشكل النهائي الذي اتخذته فلسفته وبعد التعديلات الضرورية والصحيحة نتيجة للنقد، ليس من المؤكد أن أي بيان له لا يتوافق تمامًا مع الإيمان المسيحي أو لا يمكن تبريره بحسب العهد الجديد. إنه من الواضح لا محاله بأن نفس الشيء يمكن أن يقال عن أوغسطينوس.»

## كتاباته
كتب بيلاجيوس: "عن الإيمان بالثالوث: ثلاثة كتب"، "مقتطفات من الأسفار الإلهية: الكتاب الأول"، و"تعليق" على رسائل القديس بولس". لسوء الحظ بقيت معظم أعماله فقط في اقتباسات خصومه. فقط في القرن الماضي تم تحديد الأعمال المنسوبة إلى بيلاجيوس على هذا النحو.
- رسائل إلى: القس أوغسطينوس من هيبو، والبابا إنوسنت الأول
- عن الطبيعة
- الدفاع عن حرية الإرادة
- تعليق على رسالة القديس بولس إلى أهل رومية
- شروح للرسائل الثلاث عشرة للقديس بولس
- مقتطفات من الكتب المقدسة: كتاب واحد (يُعرف أيضًا باسم الفصول)
- اعتراف الايمان
- آناثيما مكتوبة